# Tiraspol
Tiraspol (moldauisch-kyrillisch Тираспол, russisch Тирасполь Tiraspol, ukrainisch Тирасполь Tyraspol) ist die Hauptstadt des De-facto-Regimes Transnistrien. De jure ist sie die zweitgrößte Stadt der Republik Moldau, die nach wie vor die Region als Teil des eigenen Territoriums ansieht.
Tiraspol liegt am östlichen Ufer des Dnister und ist Universitätsstadt, Kulturzentrum und Wirtschaftsstandort. Es hatte im Jahr 2010 knapp 150.000 Einwohner. Zusammen mit den nahegelegenen Städten Bendery und Slobodseja sowie zahlreichen Umlandsgemeinden bildet die Stadt eine Agglomeration mit knapp 350.000 Einwohnern.

## Geschichte

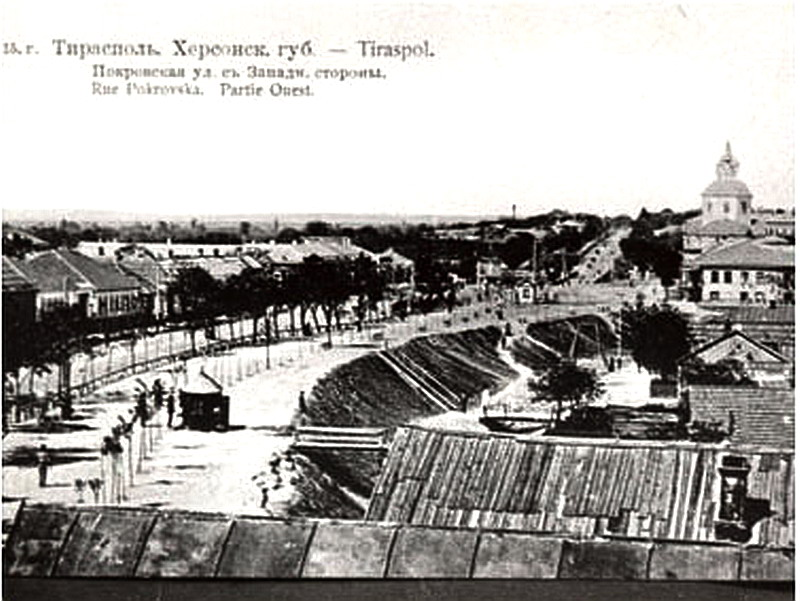
Tiraspol im 19. Jahrhundert

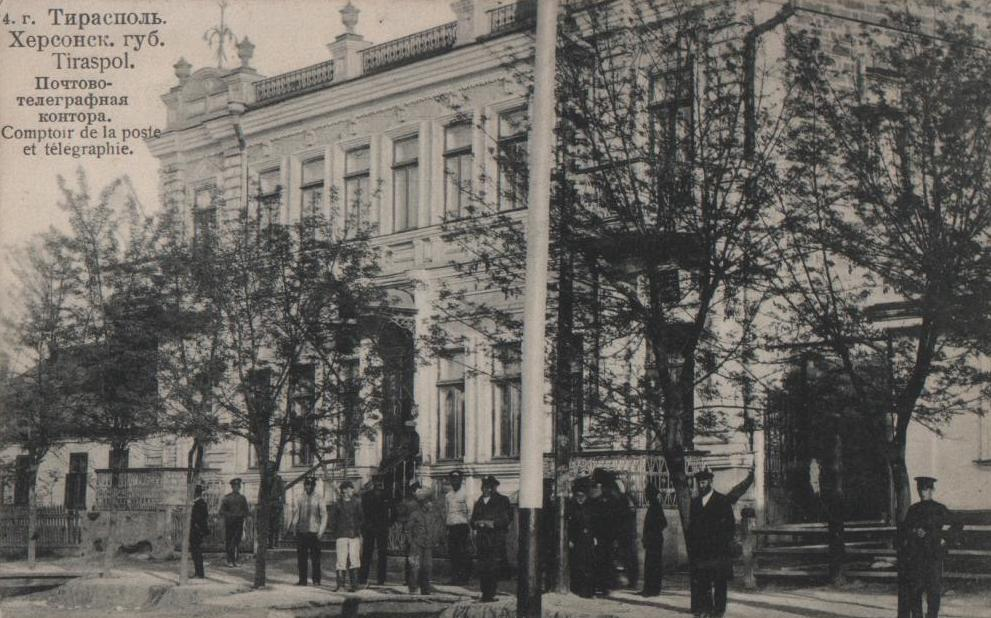
Post- und Telegrafenamt Tiraspol, Anfang des 20. Jahrhunderts

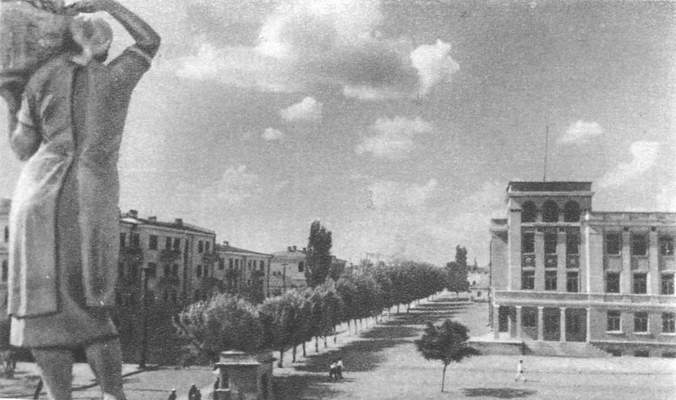
Die Uliza Lenina im Jahr 1941

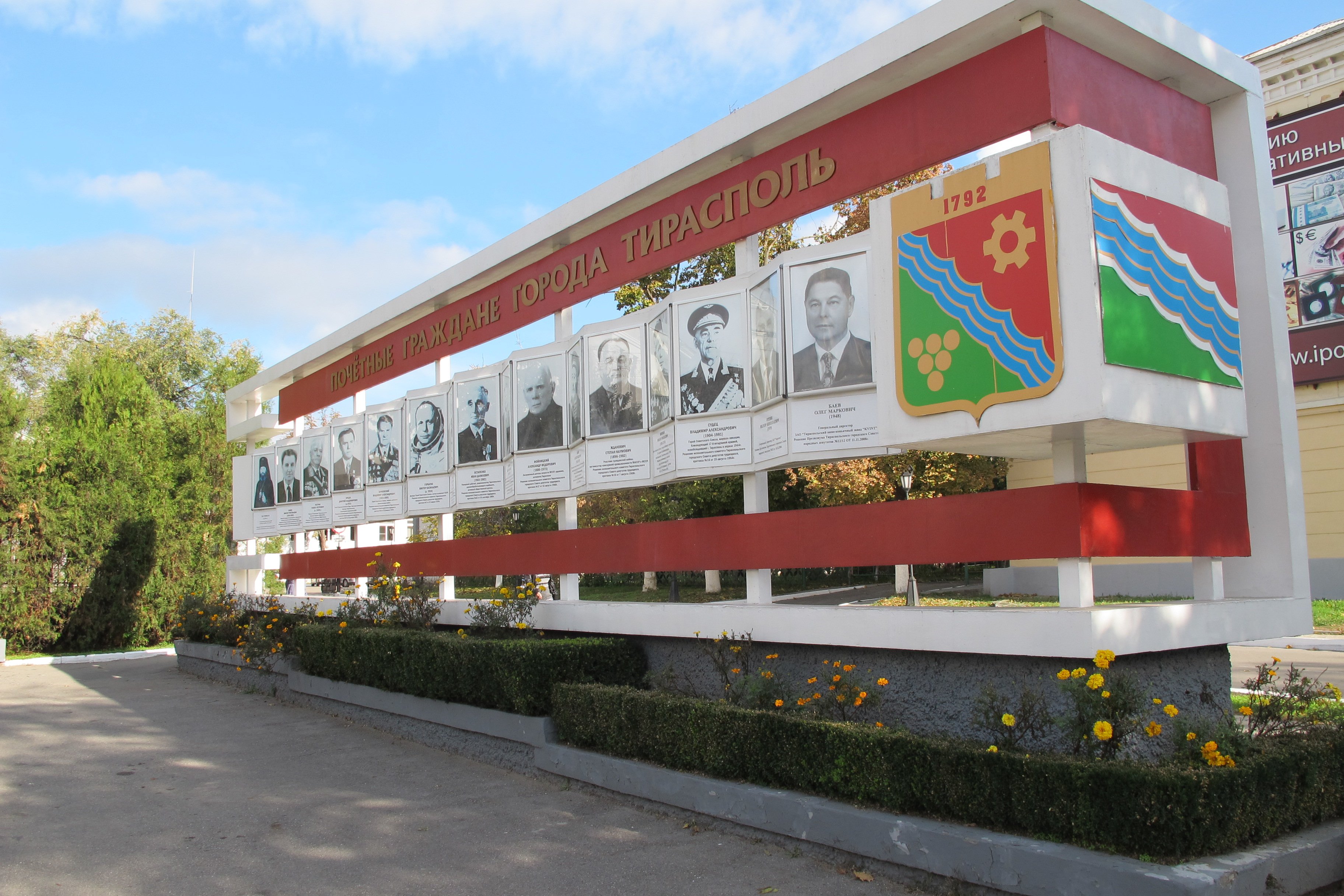
Helden-Denkmal in Tiraspol (2012)

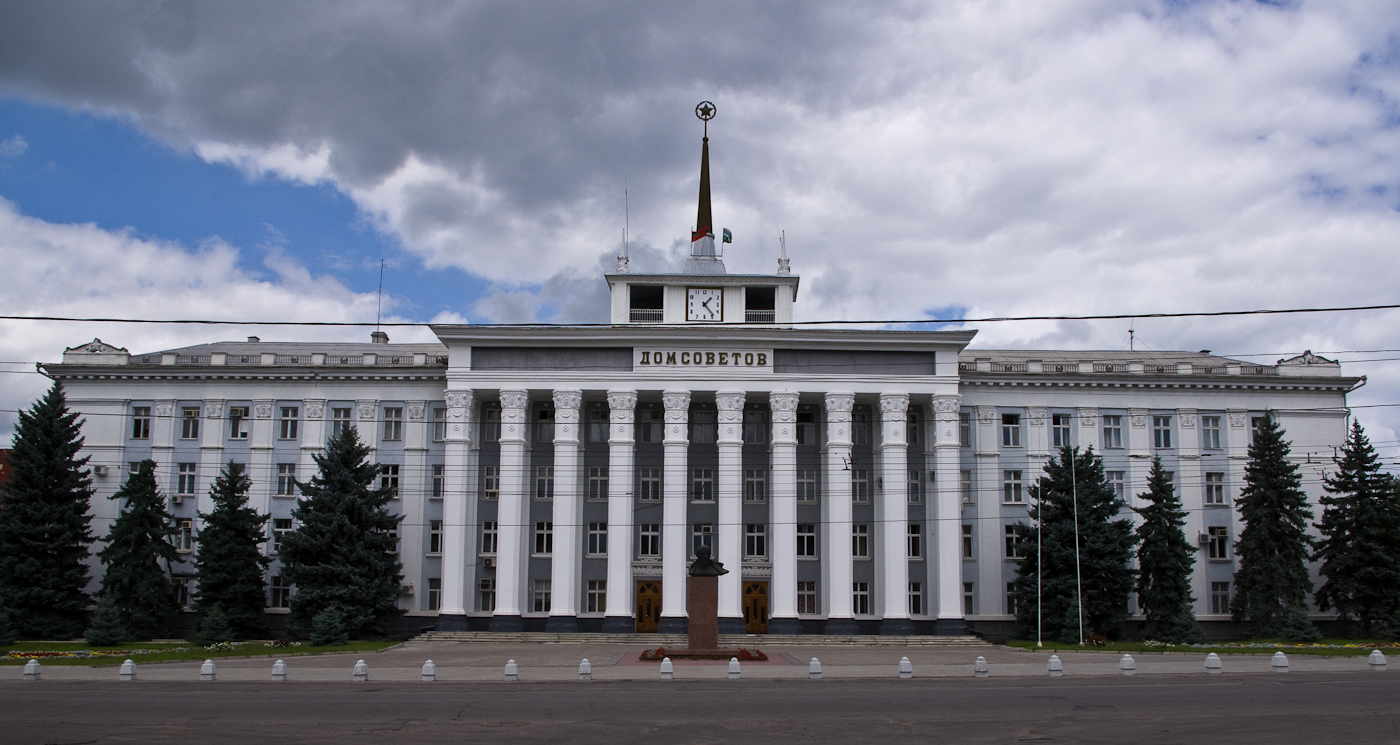
Sowjet der Stadt Tiraspol

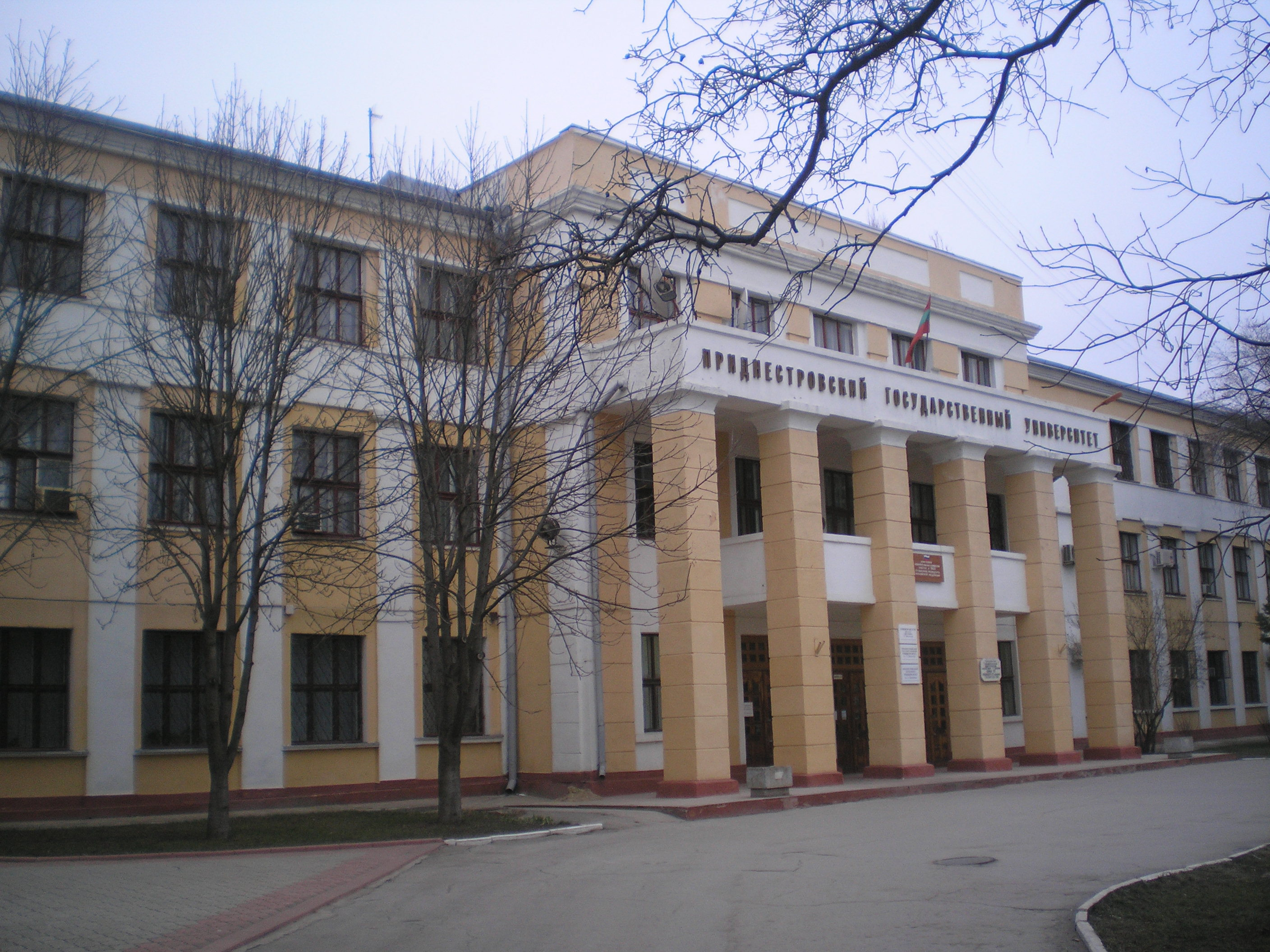
Transnistrische Universität

Die Stadt Tiraspol wurde im Jahre 1792 von dem russischen Feldherrn Alexander Suworow als Festung begründet, in der Nähe des rumänischen Dorfs Sucleia. Der Name Tiraspol entstand in Anlehnung an Tyras, den griechischen Namen des Flusses Dnister. Tiraspol entwickelte sich im 19. Jahrhundert zu einer relativ wichtigen Zollstation. Im Jahr 1897 hatte die Stadt 29.323 Einwohner, vier Kirchen, eine Synagoge und eine Stadtbank.
Nach der Russischen Revolution von 1917 wurde die Stadt Teil der Sowjetunion. Zwischen 1929 und 1940 fungierte Tiraspol dabei als Hauptstadt der Moldauischen Autonomen Sozialistischen Sowjetrepublik, einer Teilrepublik der ukrainischen Unionsrepublik. 1926 lebten in der Stadt knapp 30.000 Menschen, davon etwa 55 % Russen, 29 % der Stadtbevölkerung waren Juden. Bis zum Jahre 1940 stieg die Einwohnerzahl Tiraspols bis auf 50.000 Menschen.
Einige Wochen nach Beginn des deutschen Angriffs auf die Sowjetunion besetzte das damals mit Deutschland verbündete Rumänien die Stadt am 7. August 1941. Am 12. April 1944, als die Stadt von der Roten Armee zurückerobert wurde, war die Mehrheit der jüdischen Bevölkerung der Stadt im Holocaust ermordet worden. Nach dem Zweiten Weltkrieg gehörte Tiraspol wieder zur Sowjetunion und war Teil der Moldauischen Sozialistische Sowjetrepublik und deren zweitgrößte Stadt.
In der sowjetischen Zeit wurden zahlreiche Industriebetriebe in der Stadt angesiedelt, 1967 wurde zudem ein Oberleitungsbus-Netz eröffnet. Die russischsprachige Minderheit Moldaus konzentrierte sich insbesondere auf Tiraspol, wo sie in der Mehrheit war.
1990, kurz vor dem Zerfall der Sowjetunion, pochte die Moldauische Sozialistische Sowjetrepublik auf staatliche Unabhängigkeit, auch eine Vereinigung Moldaus mit Rumänien stand damals im Raum. Im östlichen Landesteil Transnistrien waren die unionserhaltenden Kräfte jedoch in der Mehrheit und sahen ihre Rechte durch eine nationalistische Politik gefährdet.

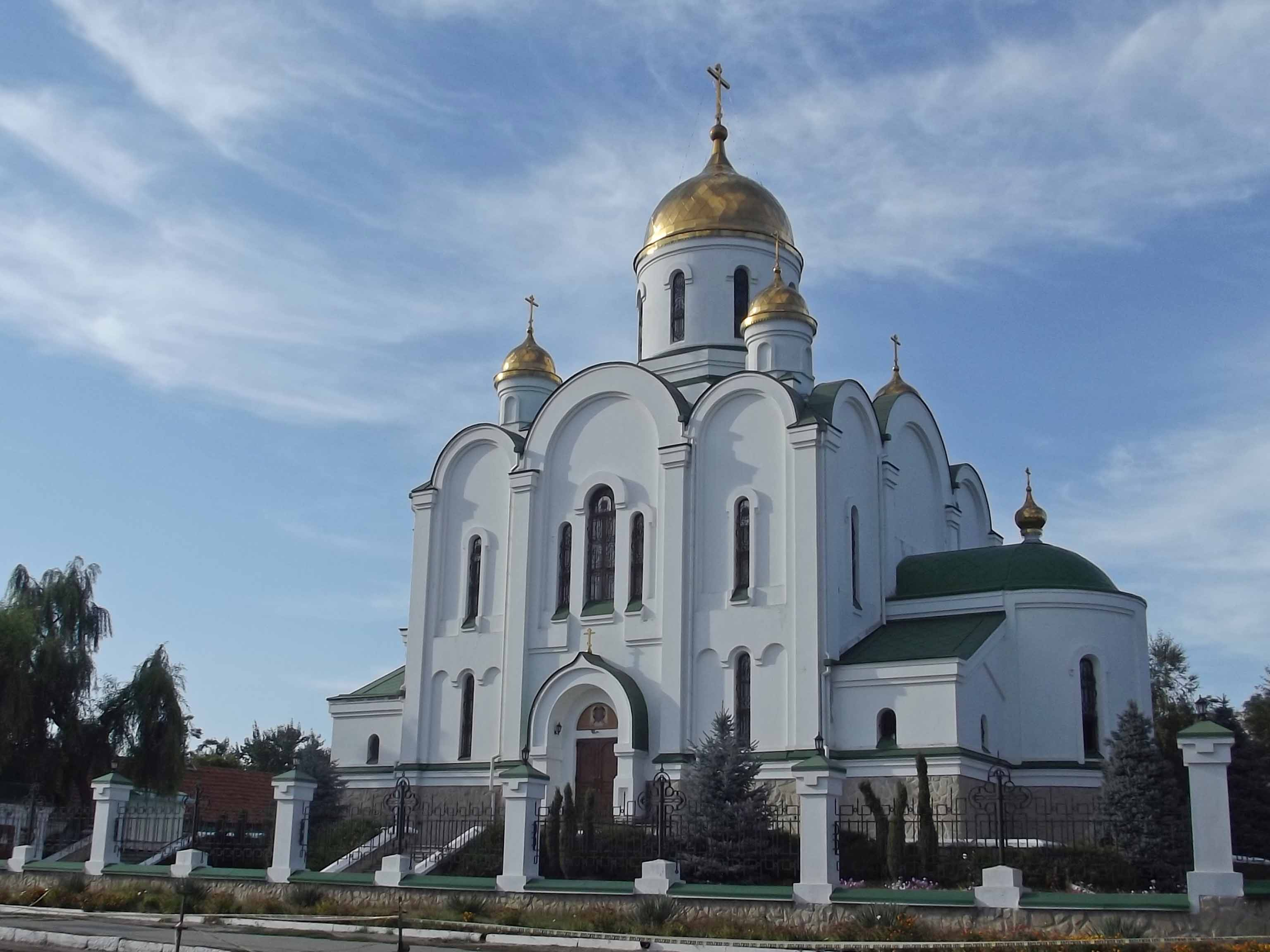
Orthodoxe Kathedrale Geburt Jesu Christi in Tiraspol

Nachdem die Spannungen und Gegensätze immer weiter zunahmen, sagte sich schließlich 1990 der östlich des Dnister gelegene Landesteil vom Rest Moldaus los. Die Transnistrische Moldauische Sozialistische Sowjetrepublik mit Tiraspol als Hauptstadt wurde dort ausgerufen und bemühte sich zunächst um einen Verbleib innerhalb der Sowjetunion.
Nach dem fehlgeschlagenen Augustputsch in Moskau 1991 rief die Republik Moldau, wie alle anderen Sowjetrepubliken, schließlich endgültig die Unabhängigkeit aus. Auch Transnistrien beharrt seitdem als Transnistrische Moldauische Republik (PMR) auf staatlicher Unabhängigkeit, wurde jedoch bisher von keinem Staat anerkannt, wenngleich es indirekt durch Russland unterstützt wird. Seit dem Transnistrien-Krieg 1992, in dem Moldau vollständig die Kontrolle über die Region verlor, ist Transnistrien ein stabilisiertes De-facto-Regime mit eigener Verwaltung, Politik, Währung, Pässen und Staatsapparat.
Durch den Status als Hauptstadt Transnistriens finden sich in der Stadt zahlreiche Regierungsinstitutionen und Ministerien. 1990 wurde das ehemalige Pädagogische Institut Tiraspol in die Transnistrische Staatliche Taras-Schewtschenko-Universität umgewandelt, wodurch Tiraspol zur Universitätsstadt wurde. Seit 1993 gibt es eine Oberleitungsbus-Linie, die Tiraspol mit der nahegelegenen Stadt Bendery verbindet.
Das römisch-katholische Bistum Tiraspol bestand von 1848 bis 2002. Es war zwar nach der Stadt Tiraspol benannt worden, hatte seinen Sitz aber stets in Saratow an der Wolga in Russland.
Zu den größten und bekanntesten Unternehmen Tiraspols gehören heute der Elektronikproduzent Elektromasch, der Textilhersteller Tirotex, die Spirituosenmarke Kvint und der Großkonzern Sheriff.

## Demografie
Die Bevölkerung setzte sich 2004 aus etwa 42 % Russen, 33 % Ukrainern sowie 15 % Moldauern zusammen. Daneben leben in der Stadt noch kleinere Minderheiten von Bulgaren (1,5 %), Gagausen (1,3 %), Belarussen (1,1 %) sowie auch einige hundert Deutsche (zumeist Russlanddeutsche), Juden und Armenier. Etwa 5 % der Bevölkerung machten 2004 keine Angabe zu ihrer Herkunft.
Die ehemals große jüdische Gemeinde (1929: 29,4 % der Stadtbevölkerung) ist heute infolge des Holocausts und Emigration nur noch schwach in der Stadt vertreten.

## Städtepartnerschaften
- Eilenburg (2002–2017)

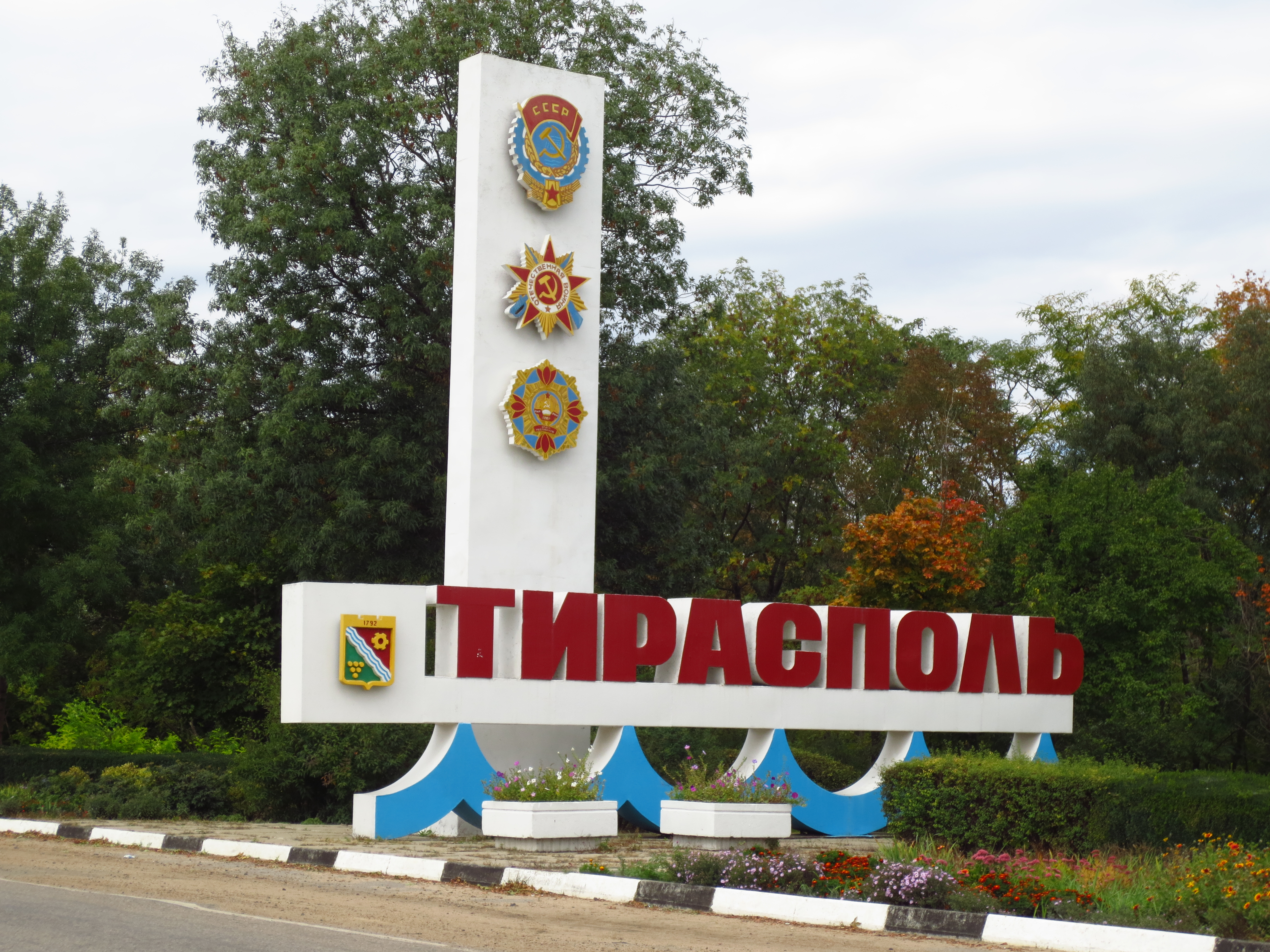
Willkommensschild am Ortseingang

Die jüngste Städtepartnerschaft mit Eilenburg wurde im Jahr 2002 abgeschlossen, jedoch nie aktiv gepflegt. Sie entwickelte sich aus einem Besuch des Eilenburger Lions-Club in Tiraspol. Seit dem Besuch einer Eilenburger Delegation zur Vertragsunterzeichnung in Tiraspol im November 2002 fand kein Gegenbesuch statt. 2017 erfolgte die Aufhebung von Eilenburger Seite.
Weitere Städtepartnerschaften:
- Bălți (Moldau)
- Kaluga (Russland)
- Minsk (Belarus)
- Mykolajiw (Ukraine)
- Obninsk (Russland)
- Sewerodwinsk (Russland)
- /  Sochumi (Abchasien / Georgien)
- Trondheim (Norwegen)
- Wolgograd (Russland)
- /  Zchinwali (Südossetien / Georgien)

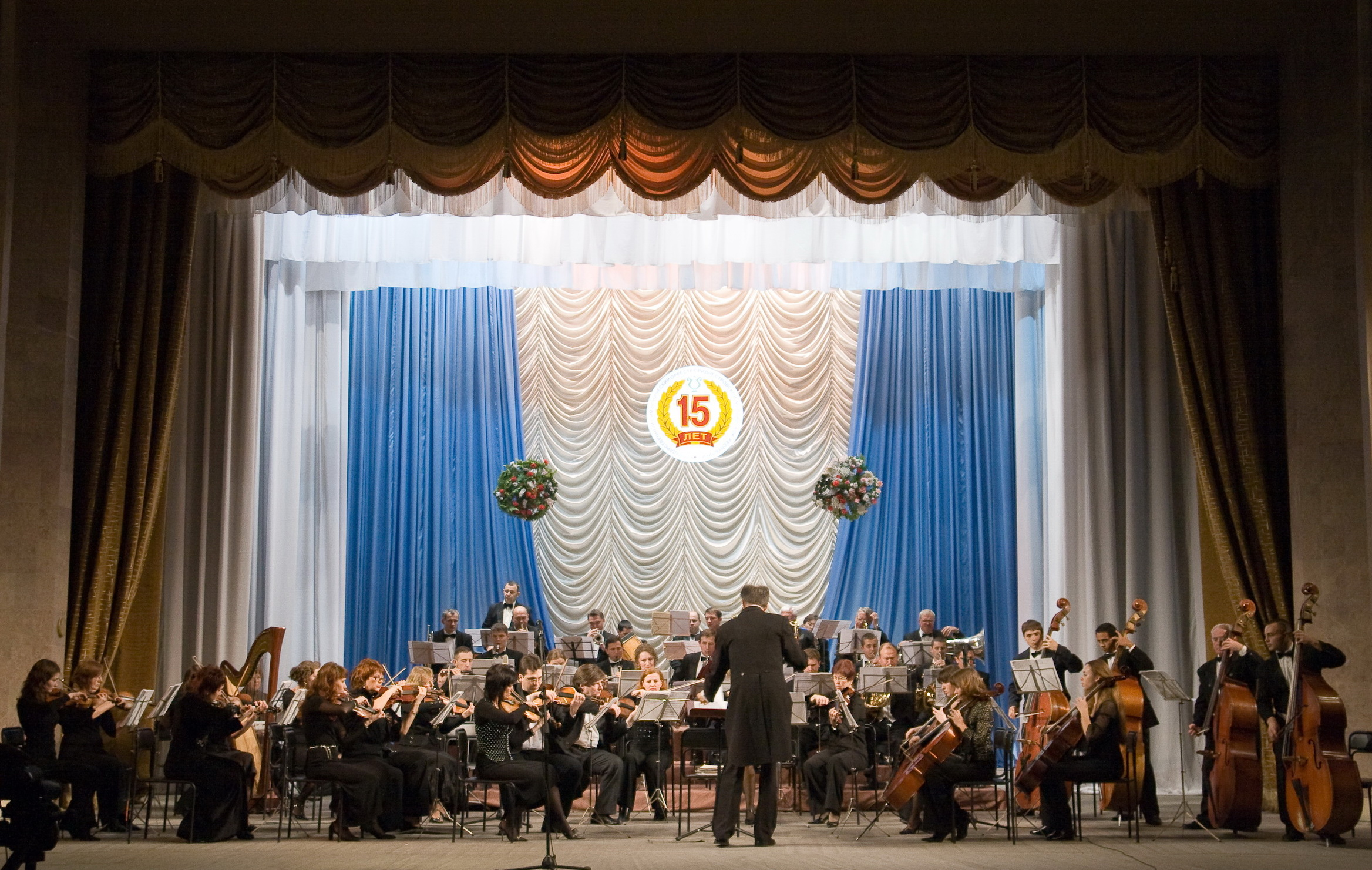
Sinfonisches Orchester Tiraspol

## Bildung und Kultur

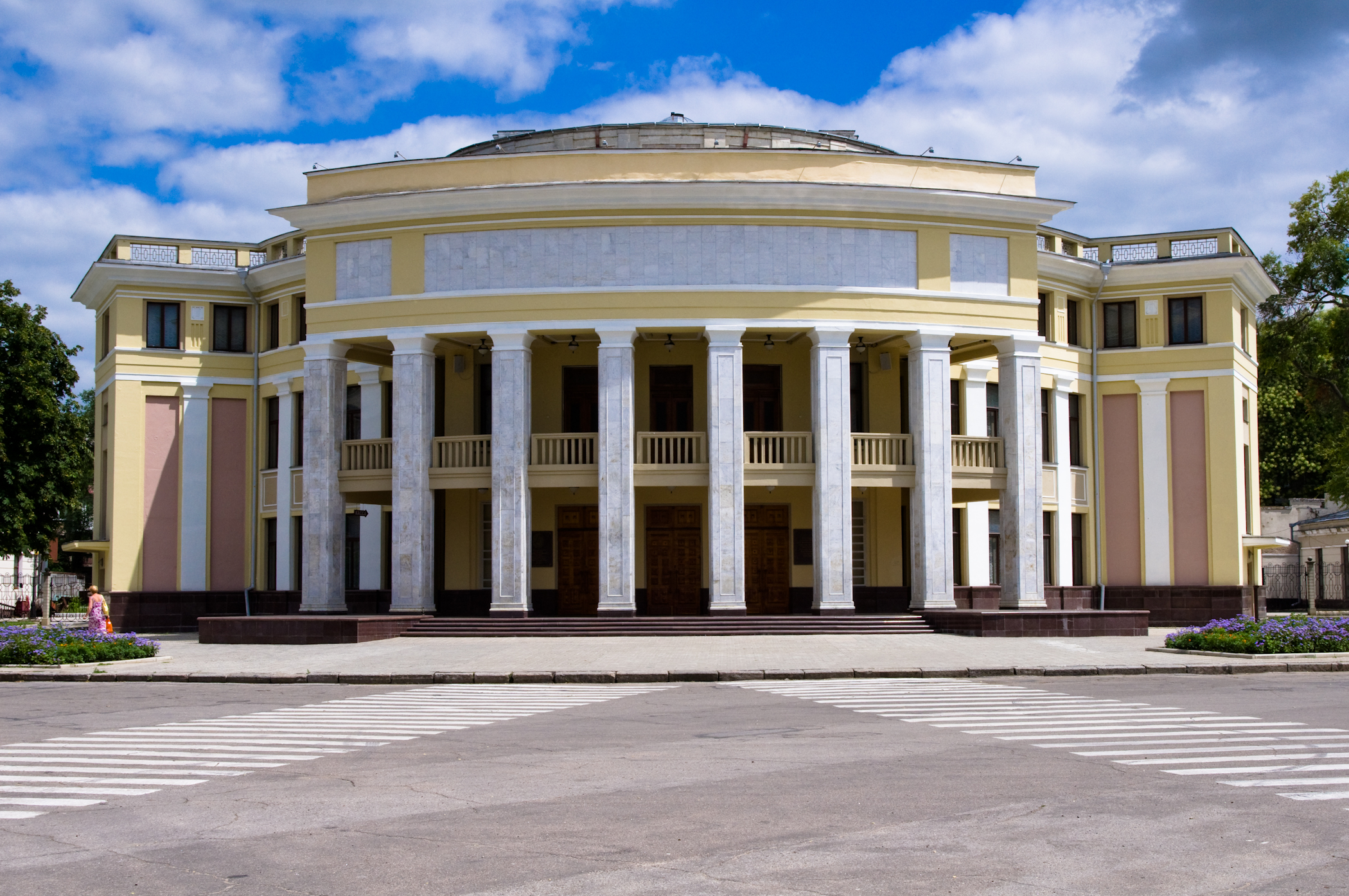
Nadeschda-Aronezkaja-Dramentheater

In der Stadt hat die Transnistrische Staatliche Taras-Schewtschenko-Universität sowie das Transnistrische Ingenieurwissenschaftlich-Technische Institut seinen Sitz. Im Sommer 2013 wurde zudem die Staatliche Kunstakademie Tiraspol eröffnet. Des Weiteren haben Hochschulen aus Moskau, Kiew und Odessa eine Zweigniederlassung in Tiraspol.
In der Stadt befinden sich zahlreiche Museen und Bibliotheken, ein staatliches Sinfonieorchester, sowie das Nadeschda-Aronezkaja-Dramentheater, das nach der ehemals in Tiraspol wirkenden Schauspielerin und Regisseurin Nadeschda Aronezkaja benannt ist.

## Verkehr

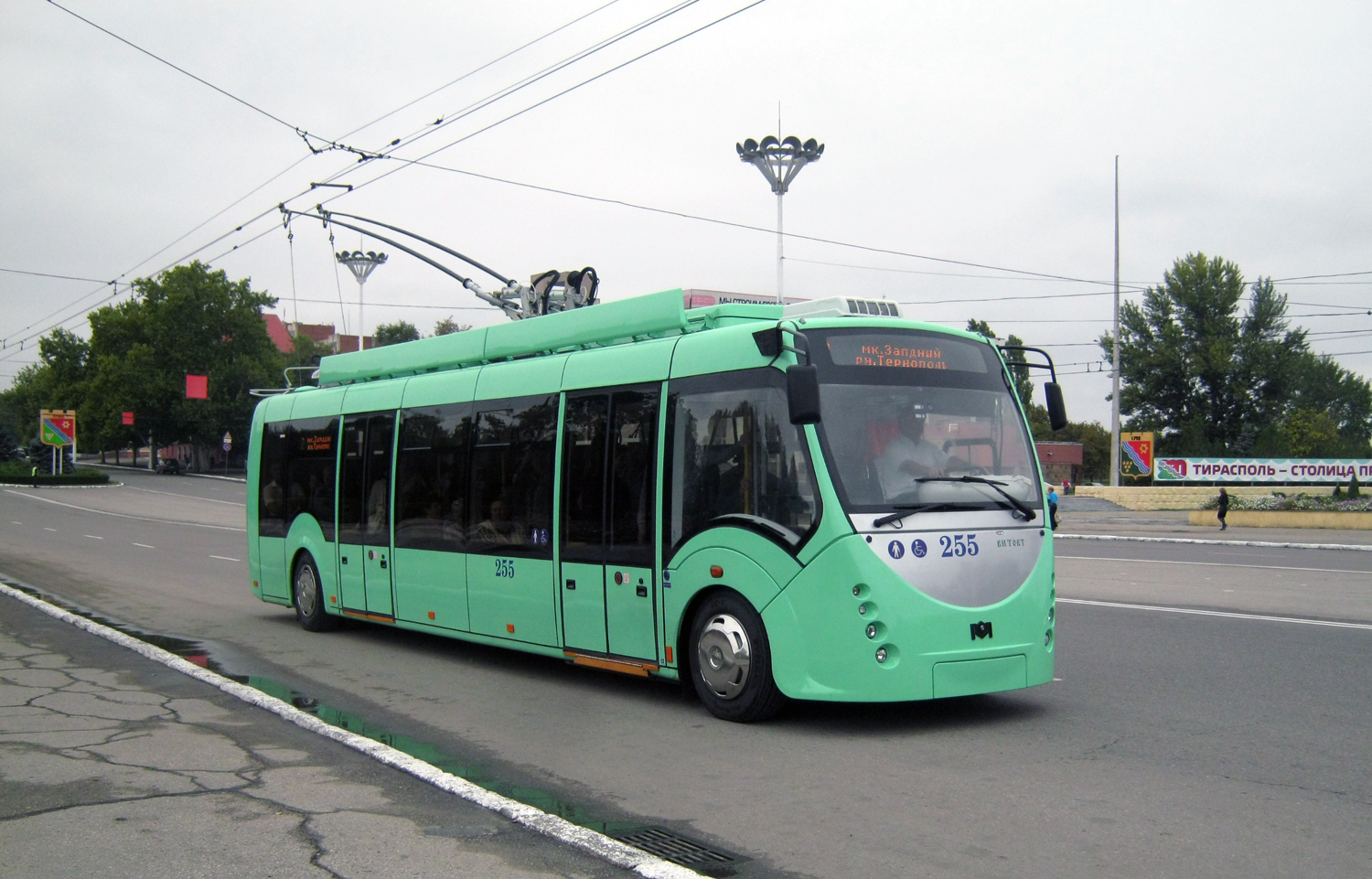
Ein Oberleitungsbus des Modells Belkommunmasch AKSM-420 in Tiraspol

Der öffentliche Nahverkehr in Tiraspol wird hauptsächlich durch Linienbusse und Oberleitungsbusse abgewickelt. Das Oberleitungsbusnetz umfasst dabei nicht nur Tiraspol selbst, sondern auch die Nachbarstadt Bendery sowie den Vorort Parkany. Darüber hinaus verkehren in der Stadt zahlreiche Marschrutki. Der ehemalige Flughafen (Aerodrom Tiraspol) ist seit dem bewaffneten Konflikt 1992 nicht mehr in Betrieb, es gibt aber Pläne, ihn mit russischer Hilfe wieder zu öffnen. In Tiraspol verkehren unter anderem Züge nach Chișinău, Odessa und Moskau.

## Wirtschaft

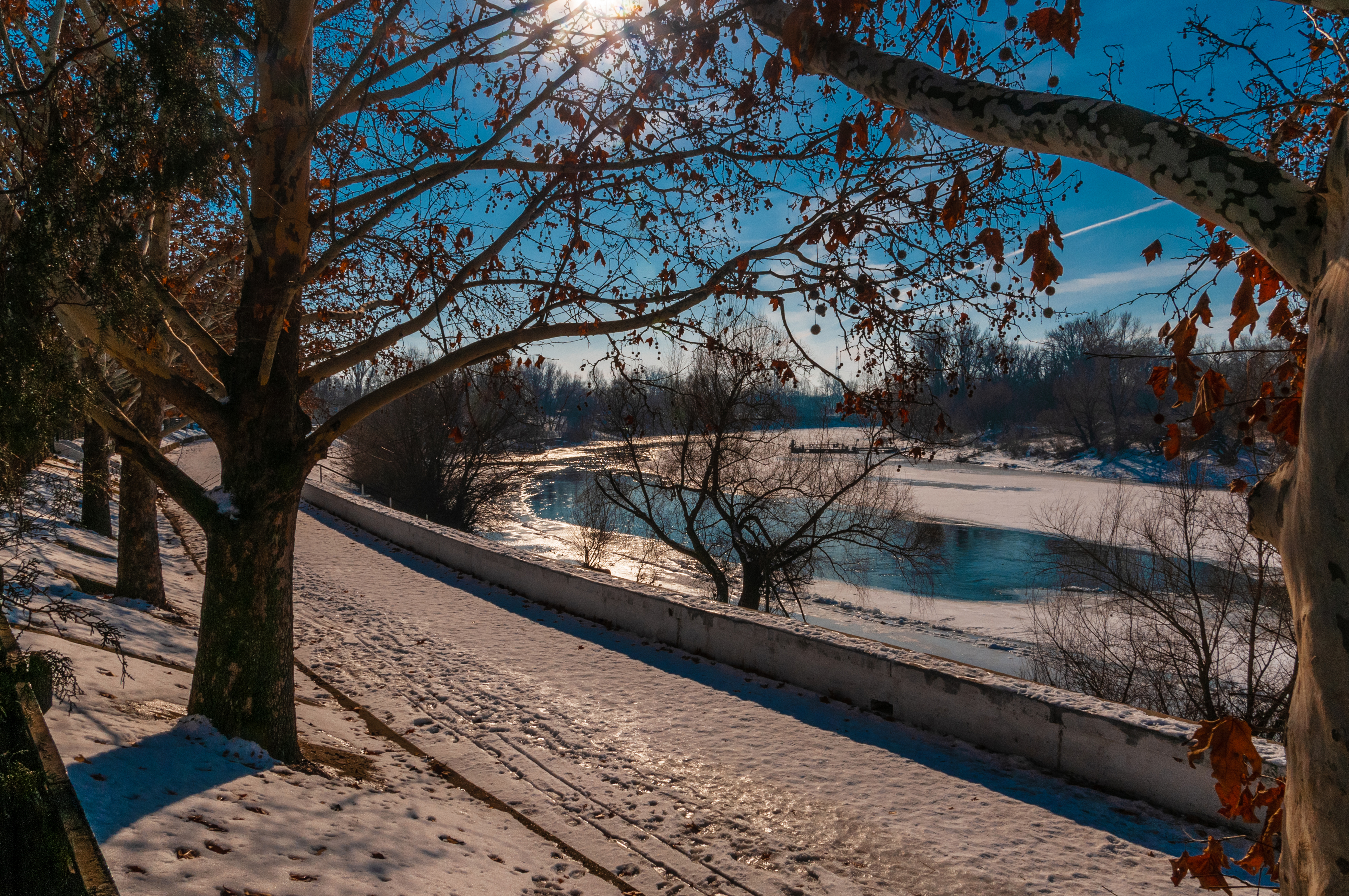
Uferpromenade am Dnister

Tiraspol ist das wichtigste wirtschaftliche Zentrum Transnistriens. Bedeutendstes Unternehmen der Stadt ist der Sheriff-Konzern, der eine Tankstellenkette, Supermärkte, Großbäckereien, Werbeagenturen, eine Baugesellschaft, einen Verlag und weitere Tochterunternehmen unterhält. In der Stadt haben auch der bekannte Spirituosenhersteller Kvint und die größte transnistrische Kommunikationsgesellschaft Interdnestrkom ihren Sitz. Auch die transnistrische Eisenbahngesellschaft ebenso wie mehrere Banken, darunter die Transnistrische Republikanische Bank, sind in der Stadt beheimatet. Von der einst blühenden Textilindustrie blieb über die Jahrtausendwende offenbar noch ein nennenswerter Bestand an Bettwäschefabrikation übrig, mit der Firma Tirotex ist aber auch noch ein großer Bekleidungshersteller aktiv.

## Sport
Der erfolgreiche Profifußballverein Sheriff Tiraspol hat seinen Sitz in der Stadt. Er spielt im 2002 eröffneten Sheriff-Stadion und ist, trotz der schwierigen politischen Situation, Mitglied der Divizia Națională, der höchsten moldauischen Fußballliga, und mit 15 Meistertiteln moldauischer Rekordmeister. Seit der Saison 2013/2014 spielt auch Dinamo-Auto Tiraspol in der Divizia Națională.
Der dritte erfolgreiche Verein der Stadt, CS Tiligul-Tiras Tiraspol, musste 2009 aus finanziellen Gründen seine Spieltätigkeit einstellen. Tiligul-Tiras war als einziger der Vereine bereits zur Zeit der Sowjetunion als damaliger Zweitligist im Profifußball vertreten. Ein weiterer ehemaliger Klub, der Tiraspol in der höchsten moldauischen Fußballliga repräsentierte, war der 2015 aufgelöste FC Tiraspol.

## Söhne und Töchter der Stadt oder mit ihr verbundene Personen
- Mihail Caimacov (* 1998), Fußballspieler
- Igor Alexander Caruso (1914–1981), Psychologe in der Anstalt Spiegelgrund, geboren in Tiraspol
- Andrei Corneencov (* 1982), moldauischer Fußballspieler
- Artur Dalaloyan (* 1996), russischer Kunstturner
- Sasha Danilov (* 1976), österreichischer Klarinettist
- Alexander Göhring (* 1977), deutscher Fußballspieler
- Svetlana Guskova (* 1957), Leichtathletin
- Wladimir Jastrebtschak (1979–2024), transnistrischer Politiker (Außenminister)
- Serhij Kiwalow (* 1954), ukrainischer Politiker
- Boris Kolker (* 1939), russisch-amerikanischer Sprachwissenschaftler und Esperantist
- Michail Larionow (1881–1964), russischer Maler
- Igor Ljowschin (* 1974), russischer Handballtorwart
- Andrei Loginow (* 1972), russischer Mittelstreckenläufer
- Alexander Martynow (* 1981), transnistrischer Politiker
- Violeta Mițul (1997–2023), Fußballspielerin
- Juri Moltschan (* 1983), russischer Florettfechter
- Walentyna Myschak (1942–2022), sowjetische Volleyballspielerin
- Julia „Jule“ Neigel (* 1966), deutsche Sängerin, Songwriterin und Musikproduzentin, lebte als Kind zwei Jahre in der Stadt
- Alexander Nemirowski (1919–2007), russischer Schriftsteller
- Jurij Otmarschtajn (1890–1922), Offizier
- Gheorghe Pintilie (1902–1985), Politiker (Partidul Comunist Român) und Generalleutnant der Securitate
- Alexander Popowitsch (* 1977), moldauischer Fußballspieler
- Natascha Rusnachenko (* 1969), österreichische Handballspielerin
- Nina Schtanski (* 1977), transnistrische Politikerin
- Juri Schumski (1887–1954), sowjetischer Schauspieler
- Nikolai Selinski (1861–1953), russischer Chemiker, Mitglied der Akademie der Wissenschaften der UdSSR
- Georgi Stamatow (1869–1942), bulgarischer Schriftsteller
- Serghei Țvetkov (* 1988), moldauischer Radrennfahrer